# دای پودزیوسکی
دای پودزیوسکی (انگلیسی: Dai Podziewski؛ زادهٔ ۳۱ اوت ۲۰۰۱) بازیکن فوتبال است.
وی همچنین در تیم ملی فوتبال جزایر ماریانای شمالی بازی کرده‌است.